# Drumtroddan
Drumtroddan (auch Drumtrodden) in Wigtownshire ist Standort einer Steinreihe und einiger Cup-and-Ring-Markierungen bei der Drumtroddan Farm, 13 Kilometer südwestlich von Wigtown nahe Port William auf der Halbinsel The Machars in Dumfries and Galloway in Schottland.

## Die Steinreihe
Von den drei zwischen 2000 und 1000 v. Chr. aufgestellten Menhiren (englisch Standing Stones) von Drumtroddan steht nur noch einer, während die beiden anderen umgefallen sind. Es ist unbekannt, ob die Leute, die die Steine aufrichteten, mit denen identisch waren, die 400 m nordwestlich und wahrscheinlich früher auf einem Aufschluss die Cup-and Ring-Markierungen aufbrachten.
Die Steinreihe von Drumtroddan war etwa 13 m lang. Der größte, südwestliche und 2010 umgefallene Stein stand bereits seit langem schief, war etwa 3,1 m hoch und hat einen Querschnitt von 1,2 × 0,3 m. Der nordöstliche Menhir ist etwa 3,0 m hoch und hat einen Querschnitt von 0,9 × 0,3 m und steht vertikal. Der dritte Stein, zwischen den beiden, ist bereits vor längerer Zeit auf seine Breitseite gefallen.
Frühe Aufzeichnungen zeigen, dass ursprünglich vier Steine in Nordost-Südwest-Richtung standen, aber alle Spuren des vierten sind verschwunden. In Ermangelung anderer Ideen wird auf eine religiöse oder astronomische Bedeutung der Steine verwiesen.

## Cup-and-Ring-Markierung

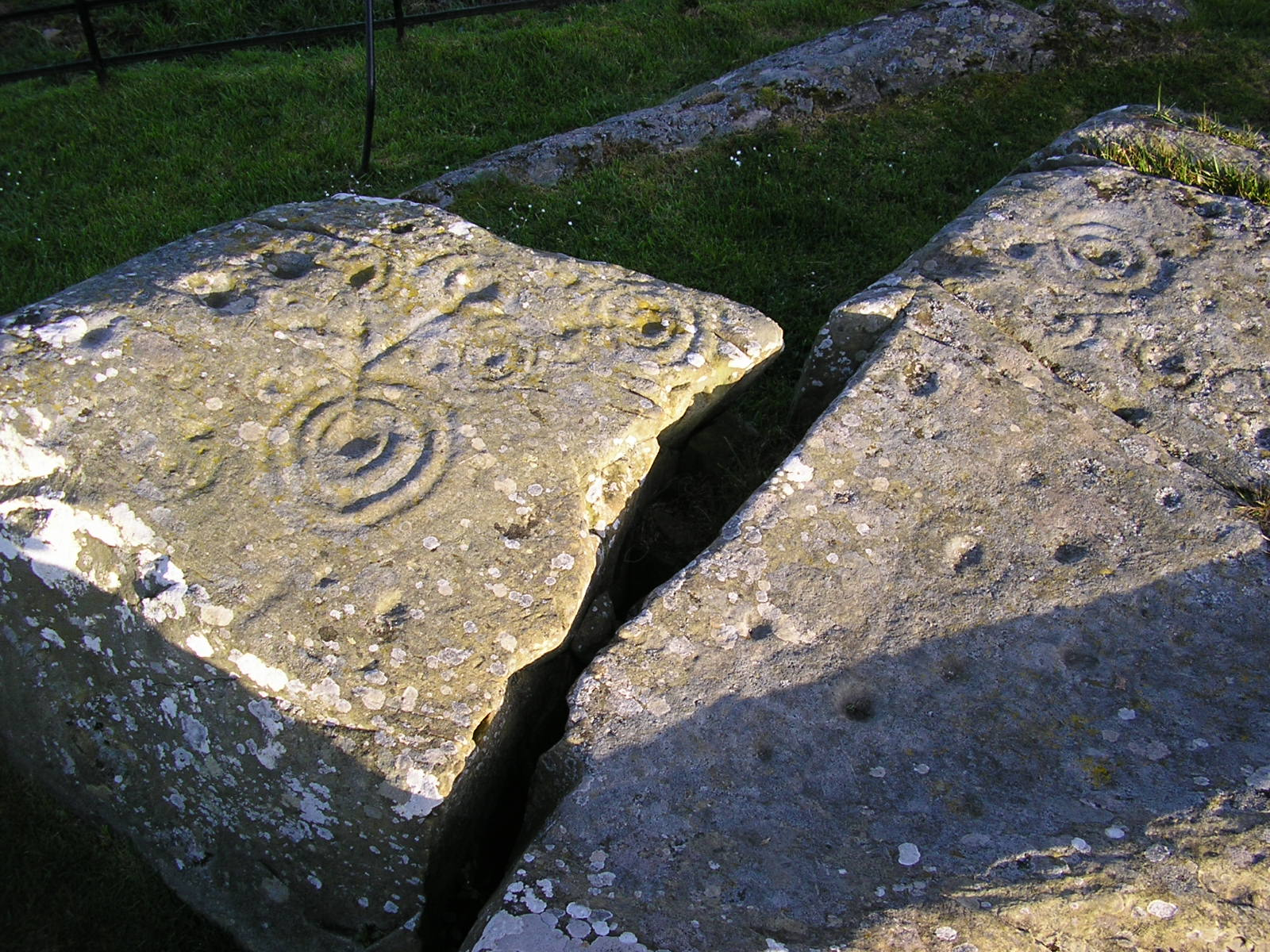
Rock art bei Drumtroddan

Drumtroddan ist nur einer von vielen Aufschlüssen der Grauwacke des Gebietes, der vor etwa 4000 Jahren mit Petroglyphen bzw. Hierogrammen versehen wurde. Die innerhalb von Einzäunungen gelegenen Markierungen bestehen aus konkaven runden und ovalen Vertiefungen (Cups) von einigen Zentimetern Durchmesser, die in die Oberfläche eingepickt sind. Einige Cups sind von konzentrischen Kreisen, den „Rings“ umgeben, die bei Drumtroddan, in einem Fall 70 cm Durchmesser erreichen. Manchmal verläuft ein linearer Kanal von der Mitte des Schälchens durch die Ringe nach außen.